# Rapatnica
Rapatnica es un pueblo en el municipio de Srebrenik, Bosnia y Herzegovina.

## Geografía
El área alrededor de Rapatnica está casi cubierta de campos. El clima es hemiboreal. La temperatura promedio es de 11 °C. El mes más cálido es julio, con 22 °C, y el más frío es febrero, con 2 °C. La precipitación media es de 1205 milímetros al año. El mes más lluvioso es mayo, con 240 milímetros de lluvia, y el más seco es noviembre, con 64 milímetros. El pueblo está situado junto al río Tinja.

## Demografía
Según el censo de 2013, su población era de 989.
| 1256       | 917 | 1562 | 815 | 989 |
| (Fuente: ) |     |      |     |     |